# Tanga (Tanzánia)
Tanga kikötőváros Tanzániában, az Indiai-óceán partján. Dar es-Salaamtól közúton 330 km-re északra, a kenyai határ mellett fekszik. Az azonos nevű régió székhelye. Lakossága közel 244 ezer fő volt 2002-ben.
Egy fontos vasúti vonal végállomása. 
Kikötőjében elsősorban szizált, kávét, teát és gyapotot raknak hajókra. Jelentősebb még a cementipar és a műtrágyagyártás.
Turisztikai helyszínek a környéken:  Amboni-barlangok, Galanos-hőforrások, Saadani Nemzeti Park, Toten-sziget, Tongoni-romok, Mwarongo tengerpartja és védett mangroveterülete.

## Fordítás
- Ez a szócikk részben vagy egészben  a   Tanga, Tanzania című angol Wikipédia-szócikk fordításán alapul.  Az eredeti cikk szerkesztőit annak laptörténete sorolja fel. Ez a jelzés csupán a megfogalmazás eredetét és a szerzői jogokat jelzi, nem szolgál a cikkben szereplő információk forrásmegjelöléseként.